# Irlam
Irlam – miasto w Anglii, w hrabstwie ceremonialnym Wielki Manchester, w dystrykcie metropolitalnym Salford. Leży 13 km na zachód od centrum Manchesteru. W 2001 miasto liczyło 18 504 mieszkańców.